# 科穆南扎
科穆南扎（義大利語：Comunanza），是意大利阿斯科利皮切诺省的一个市镇。总面积54.07平方公里，人口3226人，人口密度59.7人/平方公里（2009年）。ISTAT代码为044015。